# WVOX
WVOX는 뉴욕주 뉴로셸에 방송 라이센스를 가지고 있고, 뉴욕 대도시권(웨스트체스터 군, 브롱스, 퀸즈, 롱아일랜드, 코네티컷주 남부, 뉴저지 북부)을 권역으로 하는 라디오 방송국이다. 휘트니 방송(Whitney Broadcasting)의 자회사로 소속되어 있다. 호출부호의 VOX는 voice(음성)의 라틴어이다.

## 개요
WVOX는 토크를 중심으로 음악, 스포츠 및 종교 등의 다양한 내용을 방송하고 있다. 뉴욕 대도시권의 지역민들을 대상으로 하여 지역 정보를 제공하는 공동체 라디오의 성격을 가지고 있다. 미국의 주요인사들의 인터뷰 쇼를 방송하기도 한다. 대표적인 프로그램으로 평일 아침 6시~9시에 방송되는 굿모닝,웨스트체스터!(Good Morning, Westchester!), 평일 오후 4시~5시에 방송되는 프레드 디커 쇼(Fred Dicker Show)가 있다.
2009년 9월 14일에는 오전 9시 ~ 오후 6시에 개국 50주년 특별 프로그램을 방송하였다.
WVOX는 2010년 7월 12일부터 HD 라디오로 자매 채널인 WVIP (93.5 FM)의 HD4를 통해서도 청취가 가능하다.

## 주파수
- 중파 방송
  - 콜사인 : WVOX, 주파수 : 1460 AM, 안테나 출력 : 500W (주간), 122W (야간)
- 그리니치 (코네티컷) FM 중계소
  - 콜사인 : W276BV, 주파수 : 103.1 FM, 안테나 출력 : 2W